# موت سرير رقم 12 (مجموعة قصصية)
موت سرير رقم 12 هي المجموعة القصصية الأولى التي أصدرها غسان كنفاني. وقد صدرت في بيروت عام 1961 بمقدمة قصيرة كتبها المؤلف يقول فيها: «أنا أؤمن أن الكتاب يجب أن يقدم نفسه، وإذا عجز عن إحراز جزء من طموح كاتبه، فعلى الكاتب أن يقبل ذلك ببساطة، كما قبل -مرات ومرات- أن يمزق قصصاً ليعيد كتابتها. وهكذا» فموت سرير رقم 12«أدفعها لتشق طريقها، إن استطاعت أن تهتدي إلى أول الطريق.» تتمحور المجموعة القصصيّة حول شعور المنفي والذي تعبر عنه كافة الصور من خلال التعلق الاحادى الجانب بالماضى. عنوان المجموعة القصصية هي قصة من القسم الثاني في الكتاب. تدور القصة حول مريض يكتب رسالة إلى صديقه أحمد يخبره عن حادثة موت سرير رقم 12 وعن اختلاف سماعنا عن الموت ورؤيته. يرسل الكاتب غسان كنفاني في المقدمة للعائلة المجهولة بموت إبنها الأكبر «محمد علي أكبر» الذي مات بعيدا وحيدا في السرير رقم 12.

## نبذة عن مؤلف المجموعة القصصيّة
ولد غسان كنفاني في عكا، في التاسع من نيسان عام 1936م، وعاش في يافا حتى أيار 1948. اضُطر للنزوح عنها تحت ضغط الاحتلال الصهيوني عام 1948، أقام بعدها في جنوب لبنان، وبعدها انتقلت عائلته إلى دمشق. عمل والده في مهنة المحاماة، وقد اختار أن يعمل في قضايا وطنية وقد اعتقل لمرات عديدة، لقد كان شخص عصامي، وشخصية الوالد أثرت كثيرًا على شخصية الكاتب غسان كنفاني وحياته. تم اغتيال غسان كنفاني بتاريخ 8 /7/ 1972، وكان ذلك بعد انفجار عبوة ناسفة في سيارته، والتي وضعت من قبل جهة معينة بهدف اغتياله.[بحاجة لمصدر]

## عن المجموعة القصصيّة في «موت سرير رقم 12».
تُقسم المجموعة القصصية إلى ثلاثة أقسام رئيسيّة، كل قسم يحتوي على خمس/ستّ قصص وتتمحور الأقسام حول المحور الفلسطيني، المحور الواقعي، محور طرح الأسئلة الوجودية.
يحتوي القسم الأول على القصص التالية:
- البومة في غرفة بعيدة.
- شيء لا يذهب.
- منتصف أيار.
- كعك على الرصيف.
- في جنازتي.

يحتوي القسم الثاني على القصص التالية:
- موت سرير رقم 12.
- لؤلؤة في الطريق.
- الرجل الذي لم يمت.
- العطش.
- المجنون.
- ثماني دقائق.

يحتوي القسم الثالث على القصص التالية:
- أكتاف الآخرين.
- ستة نسور وطفل.
- القط.
- الخراف المصلوبة.
- قلعة العبيد.[4]

## اقتباسات
- «ولكنني كنت أعيش من اجل غد لا خوف فيه..وكنت أجوع من اجل أن اشبع ذات يوم.. وكنت أريد أن اصل إلى هذا الغد..لم يكن لحياتي يوم ذاك أية قيمة سوى ما يعطيها الأمل العميق الأخضر بان السماء لا يمكن أن تكون قاسية إلى لا حدود.. وبان هذا الطفل، الذي تكسرت على شفتيه ابتسامة الطمأنينة، سوف يمضي حياته هكذا، ممزقاً كغيوم تشرين، رماديا كأودية مترعة بالضباب، ضائعا كشمس جاءت تشرق فلم تجد افقها..»
- «كم هي مؤلمة وقاسية اللحظة التي يريد أن يبكي فيها الإنسان، ورغم ذلك، هو لا يستطيع.»
- «لقد اكتشفت انا -كما يجب أن تكون اكتشفت أنت منذ زمن بعيد - كم هو ضروري ان يموت بعض الناس...من أجل أن يعيش البعض الآخر..انها حكمة قديمة..أهم ما فيها الآن...أنني أعيشها.»
- «إننا دائماً نعطي الآخرين صفاتنا وننظر إليهم من خلال مضيق من آرائنا وتفكيرنا، نريدهم أن يكونوا» نحن «ما وسعنا ذلك.. نريد أن نحشرهم في جلودنا، أن نعطيهم عيوننا كي ينظروا بها، وأن نُلبسهم ماضينا وطريقتنا في مواجهة الحياة.. ونضعهم داخل أطرٍ يرسمها فهمنا الحالي للزمان والمكان.»[5]
- «إن قضية الموت ليست قضية الميت، إنها قضية الباقين...»[6]

- «علينا أن ننقل تفكيرنا من نقطة البدء إلى نقطة النهاية»[7]